# 이반 피유드
이반 알렉시스 피유드(스페인어: Iván Alexis Pillud, 1986년 4월 24일 ~ )는 라싱 클루브에서 수비수로 뛰는 아르헨티나의 축구 선수다.